# Kavkaška regija
Kavkaška regija je območje med Črnim morjem in Kaspijskim jezerom, ki ga v glavnem zasedajo Armenija, Azerbajdžan, Gruzija in Rusija. Tu je gorovje Kavkaz, vključno s pogorjem Visoki Kavkaz, ki je v preteklosti veljal za naravno oviro med vzhodno Evropo in zahodno Azijo.
Najvišja gora v Evropi, gora Elbrus s 5642 metri, je na zahodnem delu gorskega območja Visokega Kavkaza. Na južni strani je Mali Kavkaz s planoto Džavaheti, ki se nadaljuje v Armensko višavje, katerega del je že v Turčiji.
Področje Kavkaške regije je ločeno na severni in južni del - Severni Kavkaz ali Ciskavkazija in Južni Kavkaz ali Zakavkazje. Večji gorski pas Kavkaza na severu si večinoma delita Rusija in Gruzija, pa tudi najbolj severni deli Azerbajdžana. Mali Kavkaz na jugu pokriva več neodvisnih držav in sicer večinoma Armenijo, Azerbajdžan in Gruzijo, širi pa se tudi na dele severovzhodne Turčije, severnega Irana in delno priznano Republiko Arcah.
Regija je znana po svoji jezikovni raznolikosti: poleg indoevropskih in turških jezikov so domače družine kartvelijskih, severozahodno-kavkaških in severovzhodno-kavkaških jezikov.

## Izvor imena
Izraz Kavkaz izvira iz imena Kavkas (gruzijsko: კავკასოსი Kawḳasosi), sina Togarme in legendarnega prednika ljudstva Vajnahov. Po besedah Leontija Mrovelija, gruzijskega kronista iz 11. stoletja »so Vajnahi starodavni domorodci Kavkaza«
Omeniti velja, da je bil po rodoslovni tabeli, ki jo je sestavil Leonti Mroveli, legendarni prednik Vajnahov Kavkas, od tod tudi ime Kavkazijci, eden od etnikov, ki jih je srečal v starodavnih gruzijskih pisnih virih in označujejo prednike Čečenov in Ingušev. Kot je razvidno iz zgoraj navedenega, so Vajnahi predstavljeni kot najbolj »kavkaški« prebivalci vseh Kavkazijcev v Gruzijski zgodovinski tradiciji.

## Toponimi
Izraz Caucasus se ne uporablja samo za gore, ampak vključuje tudi Ciskavkazijo (ki je del Ruske federacije) in Zakavkazje. Po mnenju Aleksandra Mikaberidzeja je Zakavkazje ruskocentričen izraz .
Naravoslovna zgodovina Plinija starejšega (77–79 n. št.) izvira iz imena Caucasus po skitskem kroy-khasis (svetleč led, bel s snegom) . Nemški jezikoslovec Paul Kretschmer ugotavlja, da latvijska beseda Kruvesis pomeni tudi 'led'. 
V  Zgodovini minulih let (1113 n. št.) je zapisano, da je starovzhodnoslovanska Кавкасийскыѣ горы (Kavkasijskyě gory) izvirala iz starogrške Καύκασος (Kaukasos; poznejša grška izgovorjava Kafkasos), kar je po mnenju M. A. Jujukina sestavljena beseda, ki jo je mogoče razlagati kot 'galebova gora' (καύ-: καύαξ, καύηξ, ηκος ο, κήξ, κηϋξ 'neke vrste galeb' + rekonstruirana * κάσος η 'gora' ali 'skala', ki je bogato potrjena tako v kraju in osebnem imenu.). 
Po besedah nemških filologov Otta Schraderja in Alfonsa A. Nehringa je starogrška beseda Καύκασος (Kaukasos) povezana z gotsko hauhs ('visoko'), pa tudi z litovsko Kaũkas ('grič') in Kaukarà ('hrib, vrh'). Britanski jezikoslovec Adrian Room poudarja, da Kau- v pelasgijskem pomeni 'gora'.
Zakavkazje in Dagestan sta bili najbolj oddaljeni območji partske in poznejše sasanidske širitve, kjer so območja severno od Visokega Kavkaza praktično nepredstavljiva. V tej regiji naj bi bila postavljena mitološka gora Qaf, najvišja gora na svetu, ki jo je starodavno iransko izročilo zavilo v skrivnostnost. Regija je tudi eden od kandidatov za lokacijo Airyanem Vaejah, navidezne domovine Irancev Zaratustre. V srednjeperzijskih virih sasanidskega obdobja se je Kavkaško pogorje imenovalo Kaf Kof. [19] Izraz se je v iranski tradiciji pozneje ponovno pojavil v različni obliki, ko je Firduzi v svoji Šahname Kavkaške gore imenoval Kōh-i Kāf. Večina sodobnih imen Kavkaz izvira iz grškega Kaukasos (lat. Caucasus) in srednjeperzijskega Kaf Kof. 
Najzgodnejši etimon imena Kavkaz izvira iz Kaz-kaz, hetitskega poimenovanja prebivalcev južne obale Črnega morja. 
Ugotovljeno je bilo tudi, da v jeziku Vajnahov Ков гас ('Kov gas') pomeni 'prehod v stepo'.

### Endonimi in eksonimi
Sodobno ime regije je običajno v številnih jezikih podobno in je na splošno Kavkaz.
- abhazijsko: Кавказ Kavkaz
- adigejsko: Къаукъаз/с Kʺaukʺaz/s
- azerbajdžansko: Qafqaz
- arabsko: القوقاز al-Qawqāz
- armensko: Կովկաս Kovkas
- avarsko: Кавказ Kawkaz
- čečensko: Кавказ Kavkaz
- gruzijsko: კავკასია K'avk'asia
- nemško: Kaukasien
- grško: Καύκασος Káfkasos
- inguško: Кавказ Kawkaz
- karačaj-balkarsko: Кавказ Kavkaz
- kumikško: Къавкъаз Qawqaz
- kurdsko: Qefqasya / Qefqas
- lakško: Ккавкказ Kkawkkaz
- lezgijsko: Къавкъаз K'awk'az
- mingrelijsko: კავკაცია K'avk'acia
- osetsko: Кавказ Kavkaz
- perzijsko: قفقاز Qafqāz
- rusko: Кавказ Kavkaz
- rutulsko: Qawqaz Kavkaz
- turško: Kafkas / Kafkasya
- Ukrajinsko: Кавказ Kavkaz

## Politična geografija
Regija Severni Kavkaz je znana tudi kot Ciskavkazija, medtem ko je regija Južnega Kavkaza splošno znana kot Zakavkazje.
Ciskavkazija vsebuje večino gorskega območja Visokega Kavkaza. Sestavljena je iz južne Rusije, večinoma avtonomnih republik Severnokavkaškega zveznega okrožja ter najsevernejših delov Gruzije in Azerbajdžana. Ciskavkazija meji s Črnim morjem proti zahodu, Kaspijskim jezerom na vzhodu, na severu pa meji na Južno zvezno okrožje. Obe zvezni okrožji skupaj imenujemo Južna Rusija.
Zakavkazje meji na Visoki Kavkaz, Južno Rusijo na severu, Črno morje in Turčijo na zahodu, Kaspijsko jezero na vzhodu in Iran na jugu. Vsebuje gorsko območje Malega Kavkaza in okoliška nižavja. Celotna Armenija, Azerbajdžan (razen najsevernejših delov) in Gruzija (razen najbolj severnih delov) so na Južnem Kavkazu.
Razvodje na območju Visokega Kavkaza na splošno velja za ločnico med Evropo in jugozahodno Azijo. Najvišji vrh je gora Elbrus (5642 metrov) v zahodni Ciskavkaziji in velja za najvišjo točko Evrope.
Kavkaška regija je ena najbolj jezikovno in kulturno različnih regij na Zemlji. Narodi držav, ki danes sestavljajo regijo, so postsovjetske države Gruzija (tudi Adžarija in Abhazija), Azerbajdžan (vključno z Nahičevanom), Armenija in Ruska federacija. Ruske upravne enote so Dagestan, Čečenija, Ingušetija, Severna Osetija-Alanija, Kabardino-Balkarija, Karačaj-Čerkezija, Adigeja, Krasnodarski kraj in Stavropoljski kraj, v vrstnem redu urinega kazalca.
Tri ozemlja v regiji zahtevajo neodvisnost, vendar jih je priznalo le nekaj subjektov: Arcah, Abhazija in Južna Osetija. Svetovna skupnost je priznala Abhazijo in Južno Osetijo kot del Gruzije, Arcah pa kot del Azerbajdžana.

### Splošna statistika držav Južnega Kavkaza
|                                 | Armenija                                                                          | Azerbajdžan                                                                                      | Gruzija                                                                            |
| ------------------------------- | --------------------------------------------------------------------------------- | ------------------------------------------------------------------------------------------------ | ---------------------------------------------------------------------------------- |
| Grbi                            |                                                                                   |                                                                                                  |                                                                                    |
| Zastava                         | Armenija                                                                          | Azerbajdžan                                                                                      | Gruzija                                                                            |
| Glavno mesto                    | Erevan                                                                            | Baku                                                                                             | Tbilisi                                                                            |
| Neodvisnost                     | - Zgodovina Armenije - Prva republika Armenija, 28. maj 1918 - 21. september 1991 | - Zgodovina Azerbajdžana - Azerbajdžanska demokratična republika, 28. maj 1918 - 30. avgust 1991 | - Zgodovina Gruzije - Demokratična republika Gruzija, 26. maj 1918 - 9. april 1991 |
| Politični sistem                | Parlamentarna republika                                                           | Pol predsedniška republika                                                                       | Parlamentarna republika                                                            |
| Parlament                       | Azgayin Zhoghov                                                                   | Milli Majlis                                                                                     | Parlamenti                                                                         |
| Trenutni predsednik             | Armen Sarkisjan                                                                   | Ilham Alijev                                                                                     | Salome Zurabišvili                                                                 |
| Prebivalstvo (2019)             | 3.018.854                                                                         | 10.000.000                                                                                       | 3.723.500                                                                          |
| Površina                        | 29.743 km2                                                                        | 86.600 km2                                                                                       | 69.700 km2                                                                         |
| Gostota                         | 101,5/km2                                                                         | 115/km2                                                                                          | 53,5/km2                                                                           |
| % vodne površine                | –                                                                                 | 1,6 %                                                                                            | 3,2 %                                                                              |
| GDP (nominal) total (2018)      | $13,302 billion                                                                   | $45,592 billion                                                                                  | $17,836 billion                                                                    |
| GDP (nominal) per capita (2019) | $4.446                                                                            | $4.586                                                                                           | $4.805                                                                             |
| Vojaški proračun (2019)         | $1,805 billion                                                                    | $625 million                                                                                     | $327 million                                                                       |
| Gini Index                      | 32,5                                                                              | 16,6                                                                                             | 37,9                                                                               |
| HDI                             | 0,871 (visok)                                                                     | 0,847 visok                                                                                      | 0,858 visok)                                                                       |
| Internet TLD                    | .am                                                                               | .az                                                                                              | .ge                                                                                |
| Klicna koda                     | +374                                                                              | +994                                                                                             | +995                                                                               |

## Demografija
V regiji je veliko različnih jezikov in jezikovnih družin. V regiji živi več kot 50 etničnih skupin. Nič manj kot tri jezikovne družine so edinstvene za to območje. Poleg tega se na tem območju govorijo indoevropski jeziki, kot so vzhodnoslovanski, armenski in osetinski ter turški jeziki, kot so azerbajdžanščina, kumički in karačaj-balkarski jezik. Na severnem Kavkazu se kot lingua franca najbolj uporablja Ruščina.
Narodi severnega in južnega Kavkaza so po navadi sunitski muslimani, pripadniki Vzhodne pravoslavne cerkve in armenski kristjani. Imamizem, podskupina šiizma, ima številne pristaše v jugovzhodnem delu regije, v Azerbajdžanu, in sega v Iran.

## Zgodovina
Regija leži na obrobju Turčije, Irana in Rusije in je bila stoletja prizorišče političnih, vojaških, verskih in kulturnih rivalstev in ekspanzionizma. Kavkaška regija je bila skozi svojo zgodovino najdlje vključena v iranski svet. V začetku 19. stoletja je Ruski imperij osvojil ozemlje od kadžarskega Irana.

### Predzgodovina
Ozemlje Kavkaške regije je bilo v obdobju paleolitika naseljeno s Homo erectusom. Leta 1991 so bili na arheološkem najdišču Dmanisi v Gruziji najdeni zgodnji človeški (torej homininski) fosili, stari 1,8 milijona let. Znanstveniki zdaj skupino fosilnih okostij uvrščajo med podvrst Homo erectus georgicus.
Najdišče je dalo najstarejše nedvoumne dokaze o prisotnosti zgodnjih ljudi zunaj afriške celine, lobanja Dmanisija pa je med pet najstarejšimi hominini, ki so jih kdaj našli zunaj Afrike.

### Antika
Kura-Araška kultura (od približno 4000 pr. n. št. do približno 2000 pr. n. št.) je zajela obsežno območje, približno 1000 km × 500 km, večinoma sodobnih ozemelj južnega Kavkaza (razen zahodne Gruzije), severozahodni Iran, severovzhodni Kavkaz, vzhod Turčije in tudi do Sirije.
Pod Asurbanipalom (669–627 pr. n. št.) so meje asirskega cesarstva segale vse do Kavkaza. Kasnejša starodavna kraljestva v regiji so med drugim vključevala Armenijo, Albanijo, Kolhido in Iberijo. Ta kraljestva so bila pozneje vključena v različne iranske imperije (Medijci, Ahemenidskim cesarstvom, Parti in Sasanidskim cesarstvom), slednje je Kavkaz v celoti upravljalo več sto let. 
V obdobju 95–55 pred našim štetjem je pod kraljestvom armenskega kralja Tigrana Velikega Armenija obsegala Kraljevino Armenijo, vazale Iberijo, Albanijo, Partijo, Atropatene, Mezopotamijo, Kapadokijo, Kilikijo, Sirijo, Nabatejsko kraljestvo in Judejo. 
Do 1. st. pr. n. št. je zaratustrstvo postalo prevladujoča religija v regiji; vendar je regija kasneje doživela še dve drugi verski preobrazbi. 
Zaradi močnega rivalstva med Perzijo in Rimom ter poznejšim Bizancem, je slednji večkrat vdrl v regijo, a je ni mogel zadržati.

### Srednji vek
Ker je bila armenska rodbina Arsakidov (istoimenska veja Arsakidov Partskih) prvi narod, ki je sprejel krščanstvo kot državno vero (leta 301 n. št.), sta kavkaška Albanija in Gruzija postali krščanski entiteti, krščanstvo pa je začelo prehitevati zaratustrstvo in poganstvo. Z muslimanskim osvajanjem Perzije so veliki deli regije prišli pod oblast Arabcev, v to regijo pa je prodrl islam.
V 10. stoletju so Alani (proto-Osetijci) ustanovili kraljestvo Alanija, ki je cvetelo na Severnem Kavkazu, v poznejši dneh približno na lokaciji Čerkezije in sodobne Severne Osetije-Alanije, dokler ga v invaziji v letih 1238–39 niso uničili Mongoli.
V srednjem veku so Bagratidska Armenija, Kraljevina Tašir-Dzoraget, Kraljevina Sjunik in Kneževina Hačen organizirale lokalno armensko prebivalstvo, ki se je po padcu antične Kraljevine Armenije soočilo z več grožnjami. Kavkaška Albanija je tesno sodelovala z Armenijo, cerkev kavkaške Albanije pa je delila iste krščanske dogme z Armensko apostolsko cerkvijo in je imela tradicijo, da so se njihovi katoličani posvečali prek armenskega patriarha.
V 12. stoletju je gruzijski kralj  David graditelj pregnal muslimane s Kavkaza in s tem je Kraljevina Gruzija postala močna regionalna sila. V letih 1194–1204 je vojska gruzijske kraljice Tamare zatrla nove invazije turških Seldžukov iz jugovzhoda in juga in sprožila več uspešnih akcij v južno Armenijo, ki je bila pod nadzorom Seldžukov. Gruzijsko kraljestvo je nadaljevalo vojaške akcije v regiji Kavkaza. Zaradi svojih vojaških akcij in padca Bizantinskega cesarstva leta 1204 je Gruzija postala najmočnejša krščanska država na celotnem območju Bližnjega vzhoda, ki je zajemala večino Kavkaza in segala od Severnega Irana in severovzhodne Turčije do Severnega Kavkaza.
Področje Kavkaza so osvajali Osmani, Mongoli, lokalna kraljestva in kanati, pa tudi Iran.
- Ečmiadzinska stolnica v Armeniji, izvirna stavba je bila končana leta 303, je verski center Armenije. Je na Uescovem seznamu svetovne dediščine.
- Stolnica sv. Chovelija v Gruziji, izvirna stavba je bila končana v 4. stoletju. Je na Uescovem seznamu svetovne dediščine.
- Svaneti obrambne hiše-stolpi
- Širvanšahova palača, 13.-15. stoletje
- Mavzolej "Imam-zade" (Ganja), 7.-9. stoletje

### Sodobnost
Do začetka 19. stoletja sta bila Južni Kavkaz in južni Dagestan del Perzijskega cesarstva. Leta 1813 in 1828 so bili z Gulistansko pogodbo oziroma Turkmenčajsko pogodbo Perzijci prisiljeni nepreklicno odstopiti južni Kavkaz in Dagestan Ruskemu imperiju. V naslednjih letih so Rusi preostali del Južnega Kavkaza, ki obsega zahodno Gruzijo, zavzeli v več vojnah z Osmanskim cesarstvom.
V drugi polovici 19. stoletja je Ruski imperij osvojil tudi Severni Kavkaz. Po kavkaških vojnah je Rusija izvedla etnično čiščenje Čerkezov, v katerem so bila avtohtona ljudstva iz te regije, večinoma Čerkezi, izgnana iz domovine in prisiljena preseliti se predvsem v Osmansko cesarstvo.
V 1940-ih so v Srednjo Azijo in Sibirijo množično deportirali približno 480.000 Čečencev in Ingušev, 120.000 Karačajev, Balkarov in Mekšetanov, tisoč Kalmikov in 200.000 Kurdov v Nahičevan in na Kavkaz. Približno četrtina jih je umrla .
Regija Južni Kavkaz se je dvakrat poenotila kot enoten politični subjekt - med rusko državljansko vojno (Kavkaška demokratična federativna republika) od 9. aprila 1918 do 26. maja 1918 in pod sovjetsko oblastjo (Kavkaška SFSR) od 12. marca 1922 do 5. decembra 1936. Po razpadu Sovjetske zveze leta 1991 so Gruzija, Azerbajdžan in Armenija postale neodvisne države.
Regija je bila po razpadu Sovjetske zveze predmet različnih teritorialnih sporov, kar je privedlo do vojne v Gorskem Karabahu (1988–1994), vzhodno-prigorodnih spopadov (1989–1991), vojne v Abhaziji (1992–93), prve čečenske vojne (1994–1996), druge čečenske vojne (1999–2009) in vojne v Južni Osetiji 2008.

### Mitologija
V grški mitologiji je bil Kavkaz ali Kaukasos eden od stebrov, ki so podpirali svet. Potem ko je človeku predstavil dar ognja, je Prometeja (ali Amirani v gruzijski različici) tam priklenil Zevs, da bi njegova jetra za kazen vsak dan kljuval orel, ker je kljuboval Zevsovi želji, da bi ohranil 'skrivnost ognja' pred človekom.
V perzijski mitologiji je Kavkaz morda povezan z mitsko goro Qaf, ki naj bi obkrožala znani svet. To je bojno polje Saošjanta ('tisti, ki prinaša korist') in gnezdo Simurgha (dobrohotne mitske ptice).
Rimski pesnik Ovid je Kavkaz postavil v Skitijo in ga upodobil kot hladno in kamnito goro, ki je bila bivališče poosebljene lakote. Grški junak Jazon je v zasledovanju zlatega runa priplul na zahodno obalo Kavkaza in tam srečal Medejo, hčerko kralja Ejeta iz Kolhide.

## Ljudski običaji
Kavkaz ima bogato tradicijo ljudskih običajev . To izročilo se je ohranilo ustno - zaradi dejstva, da za večino tamkajšnjih jezikov do zgodnjega 20. stoletja ni bilo abecede - in se je začelo zapisovati šele v poznem 19. stoletju . Pomembna tradicija so sage Nart, ki pripovedujejo zgodbo starodavnih junakov, imenovanih Narti in so velik del osnovne mitologije plemen na tem območju, vključno z Abazini, Abhazijci, Čerkezi, Osetijci, Karačaj-Balkarji in do neke mere čečensko-inguške folklore. Te sage vključujejo figure, kot so Satanaja, mati Nartov, figura plodnosti, ki je tudi avtoriteta nad svojimi otroki, Sosruko, močan, a pobožen človek, najmanjši od Nartov; kot lik je včasih odkrit v luči boga zvijač, primerljivega s skandinavskim Lokijem, gruzijskim Amiranijem ali starogrški Prometejem, Tlepš, mitološka figura, ki se pojavlja kot kovač in tudi močan vodja in Batradz, mogočni junak. Kavkaška folklora kaže star iranski zaratustrski vpliv, vključuje bitke s starodavnimi Goti, Huni in Hazari ter vsebuje veliko povezav s starodavno indijsko, norveško skandinavsko in grško kulturo .

### Povezave z grško mitologijo
Kavkaška folklora vsebuje veliko povezav z miti starih Grkov. Med boginjo mati Satanajo in grško boginjo ljubezni Afrodito obstajajo podobnosti. Zgodba o tem, kako je Nart Sosruko postal neranljiv je vzporednik z grškim junakom Ahilom. Starogrške Amazonke so povezane s kavkaško 'bojevnico, gozdno mati, Amaz-an'.
Kavkaške legende vključujejo zgodbe z velikani, podobne Homerjevi zgodbi o Polifemu. Velikan je v teh zgodbah skoraj vedno pastir in je različno enonogi kanibal, ki meče kamenje, ki živi v jami (izhod katere pogosto blokira kamen), ubija spremljevalce junaka, je bil zaslepljen z vročim kolom in čigar čredo živali ukradejo junak in njegovi ljudje, vsi motivi, ki jih (skupaj s še drugimi) najdemo tudi v zgodbi o Polifemu. V enem gruzijskem primeru dva brata, ki ju je zaklenil velikanski enooki pastir, vzameta nabodalo, ga segrejeta, zabijeta v orjakovo oko in pobegneta.
Obstajajo tudi povezave s starogrškim mitom o Prometeju. Številne legende, razširjene na Kavkazu, vsebujejo motive, ki jih delijo s Prometejevo zgodbo. Ti motivi so: junak velikan, njegov konflikt z Bogom ali bogovi, krajo ognja, ki ga da ljudem, ga priklenejo in ga muči ptica, ki kljuva v jetra (ali srce). Adigejsko / čerkeški Nart Nasran, Gruzijski Amirani, čečenski Pharmat in abhazijski Abrskil so primeri takih podobnih Prometeju.

## Ekologija
Kavkaz je območje velikega ekološkega pomena. Regija je vključena na seznam 34 svetovnih žarišč  biotske raznovrstnosti. Ima približno 6400 vrst višjih rastlin, od tega 1600 endemičnh. Med divjadjo je perzijski leopard, rjavi medved, volk, bizon, maral (Cervus elaphus maral), planinski orel in siva vrana. Med nevretenčarji je na Kavkazu zabeleženih približno 1000 vrst pajkov. Večina biotske raznovrstnosti členonožcev je koncentrirana na območju Visokega in Malega Kavkaza.
V regiji je visoka stopnja endemizma in številne reliktne živali in rastline, kar odraža prisotnost gozdnih zatočišč, ki so preživela ledeno dobo v Kavkaškem gorovju. Ta gozd je največji v celotni zahodnoazijski (blizu vzhodni) regiji. Na območju je več predstavnikov ločenih reliktnih skupin rastlin z najbližjimi sorodniki v vzhodni Aziji, južni Evropi in celo Severni Ameriki. Več kot 70 vrst gozdnih polžev v regiji je endemičnih. Nekatere reliktne vrste vretenčarjev so žaba Pelodytes caucasicus, kavkaški salamander (Mertensiella caucasica), Robertov snežni voluhar (Chionomys roberti) in kavkaški divji petelin (Lyrurus mlokosiewiczi), skoraj v celoti pa obstajajo endemske skupine živali, kot so kuščarji rodu Darevskia. Na splošno je vrstna sestava tega zatočišča precej izrazita in se razlikuje od sestave drugih zahodnoevrazijskih zatočišč.
Naravna pokrajina je mešani gozd, z velikimi območji kamnitih tal nad gozdno mejo. Kavkaške gore so znane tudi po pasmi psov, kavkaški ovčar (rusko Кавказская овчарка, gruzijsko კავკასიური ნაგაზი, azerbajdžansko Qafqaz Çoban). Vincent Evans je ugotovil, da so v Črnem morju najdeni ščukasti kiti.

## Energija in mineralni viri
Kavkaz ima veliko ekonomsko pomembnih mineralov in energetskih virov, kot so alunit, zlato, krom, baker, železova ruda, živo srebro, mangan, molibden, svinec, volfram, uran, cink, nafta, zemeljski plin in premog (trdi in rjavi).